# Célula somática
Células somáticas (do grego σωματικός: sōmatikós, significado: corporal) são quaisquer células responsáveis pela formação de tecidos e órgãos em organismos multicelulares. Esta classificação engloba todas as células diplóides do corpo humano (inclusive aquelas que não formam tecidos, como as células imunológicas), que se replicam apenas por processo de mitose e que, portanto, não estão envolvidas diretamente na reprodução (ver células germinativas).